# Magoúla (ort i Grekland, Attika)
Magoúla (Magoula) är en ort i Grekland.   Den ligger i prefekturen Nomarchía Dytikís Attikís och regionen Attika, i den sydöstra delen av landet, 20 km nordväst om huvudstaden Aten. Magoúla ligger 76 meter över havet och antalet invånare är 4 735.
Terrängen runt Magoúla är kuperad åt nordväst, men åt sydost är den platt. En vik av havet är nära Magoúla söderut. Runt Magoúla är det tätbefolkat, med 881 invånare per kvadratkilometer. Närmaste större samhälle är Pireus, 17,9 km sydost om Magoúla. Runt Magoúla är det i huvudsak tätbebyggt.